# Gienrich Abramowicz
Gienrich Abramowicz (ros. Генрих Наумович Абрамович; ur. w 1911, zm. w 1995) – radziecki uczony, fizyk; Zasłużony Działacz Nauki Rosyjskiej Federacyjnej Socjalistycznej Republiki Radzieckiej.

## Życiorys
W 1939 otrzymał tytuł doktora nauk technicznych. W 1933 ukończył Moskiewski Inżynieryjny Instytut Budowlany (1933), pracował w Centralnym Instytucie Aerohydrodynamicznym. W latach 1945–1985 kierował katedrą, był profesorem Moskiewskiego Instytutu Lotnictwa, jednocześnie pracownikiem 11 Instytutu Naukowo-Badawczego (Instytut Naukowo-Badawczy Lotnictwa Odrzutowego) i Centralnego Instytutu Budowy Maszyn Lotniczych. W 1972 wyróżniony tytułem Zasłużony Działacz Nauki Rosyjskiej Federacyjnej Socjalistycznej Republiki Radzieckiej . Pochowany na Cmentarzu Kuncewskim w Moskwie.

## Wybrane prace
- prace z teorii lotniczych silników odrzutowych;
- prace z gazodynamiki[1] .

## Nagrody
- Nagroda Stalinowska (1943);
- Zasłużony Działacz Nauki Rosyjskiej Federacyjnej Socjalistycznej Republiki Radzieckiej (1972)[1] .